# Koki Niwa
Koki Niwa (* 10. října 1994, Tomakomai, Japonsko), japonsky 丹羽 孝希, je současný japonský hráč stolního tenisu. V současnosti (leden 2022) je 21. hráč světového žebříčku ITTF. Mezi jeho největší úspěchy patří první místo na Olympijských hrách mládeže 2010 a dvě zlaté medaile z mistrovství světa juniorů (2010 - čtyřhra, 2011 - dvouhra). Na letních olympijských hrách získal v soutěži družstev stříbrnou medaili v roce 2016 a bronzovou v roce 2020.

## Kariéra

### Účast na velkých turnajích
| W | W | F | SF | QF | #R | RR |

(W) Výhra; (F) Finalista; (SF) Semifinalista; (QF) Čtvrtfinalista; (#R) Kola 4, 3, 2, 1; ( (S) Turnaj dvouher; (D) Turnaj čtyřher; (MD) Turnaj smíšených čtyřher; (T) Turnaj týmů.
| Tournament              | Tournament | 2009 | 2010 | 2011 | 2012 | 2013 | 2014 | 2015 | 2016 | 2017 | 2018 |
| ----------------------- | ---------- | ---- | ---- | ---- | ---- | ---- | ---- | ---- | ---- | ---- | ---- |
| Světový pohár           | S          |      |      |      |      |      |      | QF   |      | QF   | QF   |
| Světový pohár           | T          |      |      | SF   |      | SF   |      |      |      |      | F    |
| Mistrovství světa       | S          | 2R   |      | 2R   |      | 4R   |      | 4R   |      | QF   |      |
| Mistrovství světa       | T          |      |      |      | SF   |      | SF   |      | F    |      | QF   |
| Mistrovství světa       | D          | 1R   |      | 3R   |      | 3R   |      | SF   |      | SF   |      |
| Mistrovství světa       | MD         | 1R   |      |      |      |      |      | 4R   |      |      |      |
| World Tour Grand Finals | S          |      |      |      | 1R   | 1R   | QF   | 1R   | 1R   | 1R   | 1R   |
| World Tour Grand Finals | D          |      | QF   |      | F    |      | F    |      |      |      |      |
| Olympijské hry          | S          |      |      |      |      |      |      |      | QF   |      |      |
| Olympijské hry          | T          |      |      |      | QF   |      |      |      | F    |      |      |

### Skóre proti TOP hráčům
- Dimitrij Ovtcharov: 1–5
- Fan Zhendong: 0–6
- Timo Boll: 0–2
- Lin Gaoyuan: 2–3
- Sü Sin: 2–1
- Ma Long: 1–6
- Wong Chun Ting: 1–1
- Simon Gauzy: 2–1
- Kenta Matsudaira: 2–2
- Džun Mizutani: 1–1
- Tomokazu Harimoto: 2–2
- Lee Sang-su: 4–1
- Jung Young-sik: 3–1
- Joo Sae-hyuk: 0–1
- Marcos Freitas: 3–2
- Chuang Chih-yuan: 0–7
- Fang Po: 0–1
- Vladimir Samsonov: 0–1
- Zhang Jike: 1–2
- Gao Ning: 3–1
- Yan An: 1–3